# サラモーネ・ロッシ
サラモーネ・ロッシ（Salamone Rossi, 1570年ごろ - 1630年ごろ）は、イタリアのヴァイオリニスト・作曲家。ユダヤ教徒。イタリア・ルネサンス音楽から初期バロック音楽への過渡期に活躍した。若くして有能なヴァイオリン奏者として名声を博し、その後1587年にマントヴァの宮廷楽師となった。演奏家としてのその活躍は、その地の記録に今なお現存している。
マントヴァ大公妃イサベラ・デステの要請により、1587年から1628年までゴンザーガ家の宮廷に仕え、その一族や宮廷の賓客を楽しませた。ロッシはジャケス・デ・ヴェルトやジョヴァンニ・ジャコモ・ガストルディ、ロドヴィコ・ヴィアダーナやクラウディオ・モンテヴェルディらとともに、わけても饗宴や婚礼、劇場、礼拝のために、最新式の音楽を提供した。
1589年に発表された最初の曲集は、19曲からなるカンツォネッタ集であった。これらは陽気な恋愛詩を歌詞とした短い舞曲調の三重唱曲である。ロッシは、より荘重なマドリガーレの作曲でも名声を馳せ、当時の最も偉大なイタリアの詩人（ジョヴァンニ・バッティスタ・グヮリーニ、ジャンバッティスタ・マリーノ、チェザーレ・リナルディ、グリッロら）の作品に曲付けした。
器楽曲の分野においては、大胆な革新者であった。モノディ歌曲の原理を器楽曲に当てはめた、おそらく最初の作曲家の一人であり、支配的な旋律楽器に対して伴奏楽器が従属するような様式を採った。ロッシのソナタは、ヴァイオリンの性能や超絶技巧の発展を準備し、後期ルネサンス音楽のカンツォーナから盛期バロック音楽のトリオ・ソナタをつなぐものであった。
1623年にユダヤ教の典礼音楽《ソロモンの雅歌 השירים אשר לשלמה 》を出版。これは、ルネサンス音楽の声楽ポリフォニーの伝統や初期バロックのコンチェルタート様式が用いられており、伝統的なユダヤ教聖歌とはほぼ完全に無関係である。第二神殿の崩壊後、それまでシナゴーグにおいて多声音楽は禁じられていたため、この曲集はシナゴーグの音楽としては前代未聞の作品であった。
サラモーネ・ロッシは、オーストリア軍のイタリア侵攻か、もしくは戦乱の後に亡くなった。もし早くに亡くなったのだとすれば、オーストリア軍が混乱に乗じてマントヴァのユダヤ人ゲットーを破壊するさなかに他界したのであり、もし遅くになくなったのだとすれば、戦後にマントヴァを襲った疫病のために命を落としたのだと見なされている。